# وزارة الموارد الطبيعية والبيئة (تايلاند)
وزارة الموارد الطبيعية والبيئة (بالتايلندية: กระทรวงทรัพยากรธรรมชาติและสิ่งแวดล้อม)‏ هي وزارة في حكومة تايلاند مسؤولة عن حماية الموارد الطبيعية مثل المياه والمحيطات والمعادن والغابات وكذلك حماية البيئة في تايلاند.

## أنظر أيضا
- القضايا البيئية في تايلاند
- حكومة تايلاند